# Enero
En el calendario gregoriano, enero (del latín iānuārius → lv. jānuāirō → em. janero → enero) es el primer mes del año y tiene 31 días. Toma su nombre del dios Jano, del latín Janus, representado con dos caras, el espíritu de las puertas y del principio y el final (la mirada hacia el pasado y hacia el futuro). El primer día del mes es el día de Año Nuevo. Faltan 365 días para terminar el año (en un año común) o 366 días (en un año bisiesto).
Sin embargo, enero no siempre ha sido el primer mes del año: el primitivo año de los romanos tenía diez meses (304 días en total) y comenzaba con Martius, dedicado al dios Marte, que pasó a ser marzo en español. La leyenda fija en 713 a. C., cuando el rey Numa Pompilio, sucesor de Rómulo, añadió los meses de enero y febrero para completar el año lunar (355 días).
Los calendarios medievales seguían presentando los años según la costumbre romana, en doce columnas que iban de enero a diciembre. En Francia, enero pasó a ser el primer mes del año cuando el rey Carlos IX decidió, con el Edicto de Roussillon en 1564, que el año comenzaría en adelante el 1 de enero. El papa Gregorio XIII extendió esta medida a toda la cristiandad con la adopción del calendario gregoriano en 1582.
Hasta 1752, el Reino Unido y sus colonias mantuvieron el 25 de marzo (9 meses antes del 25 de diciembre) como primer día del año.[cita requerida]
Rusia empezaba el año nuevo el 1 de marzo hasta el siglo XV y el 1 de septiembre hasta el año 1700, cuando el zar Pedro I cambió la fecha de la fiesta por el 1 de enero.
Para la Iglesia católica, este mes está dedicado al Niño Jesús y al Dulce Nombre de Jesús.

## Historia

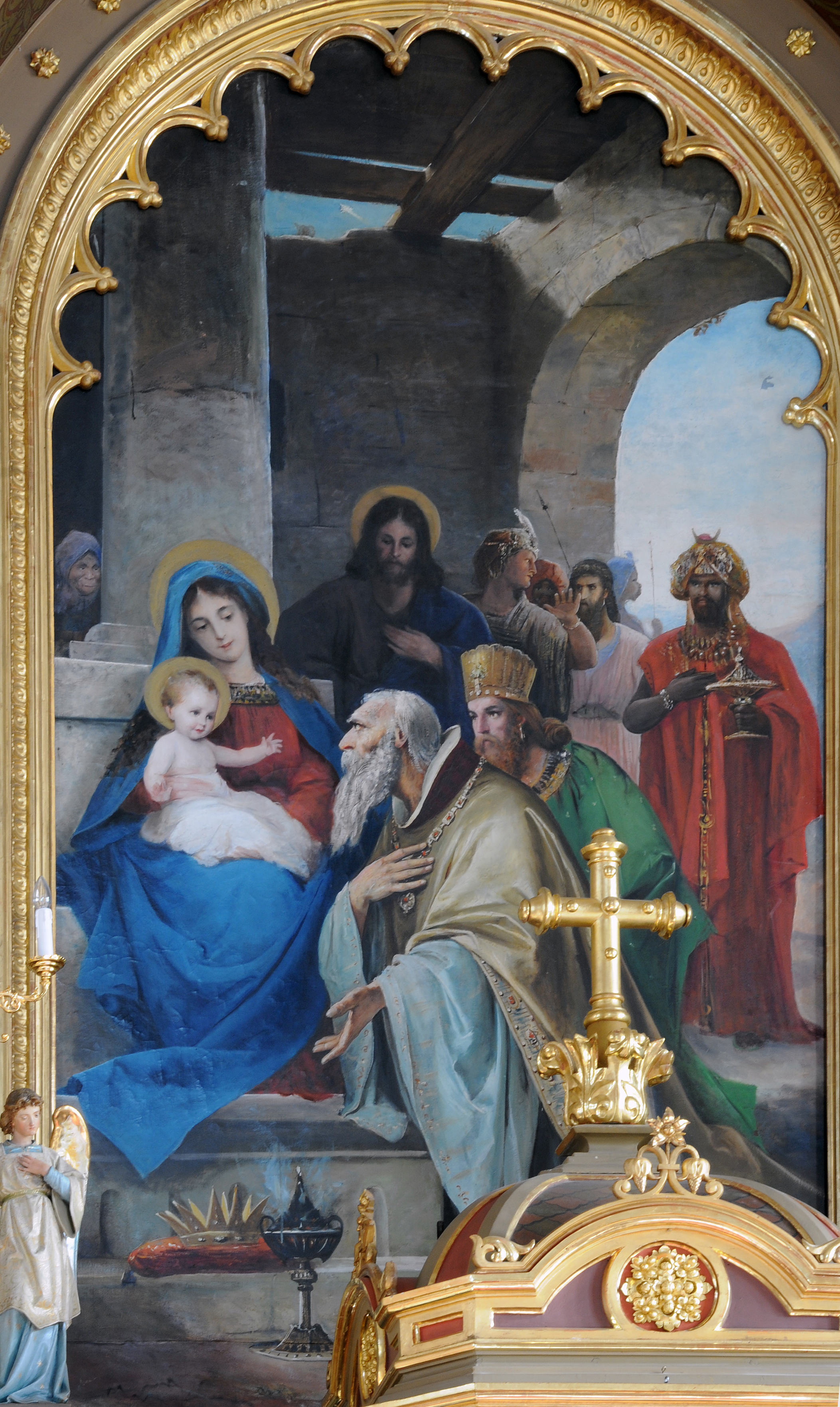
Adoración de los Reyes Magos, Epifanía, 6 de enero

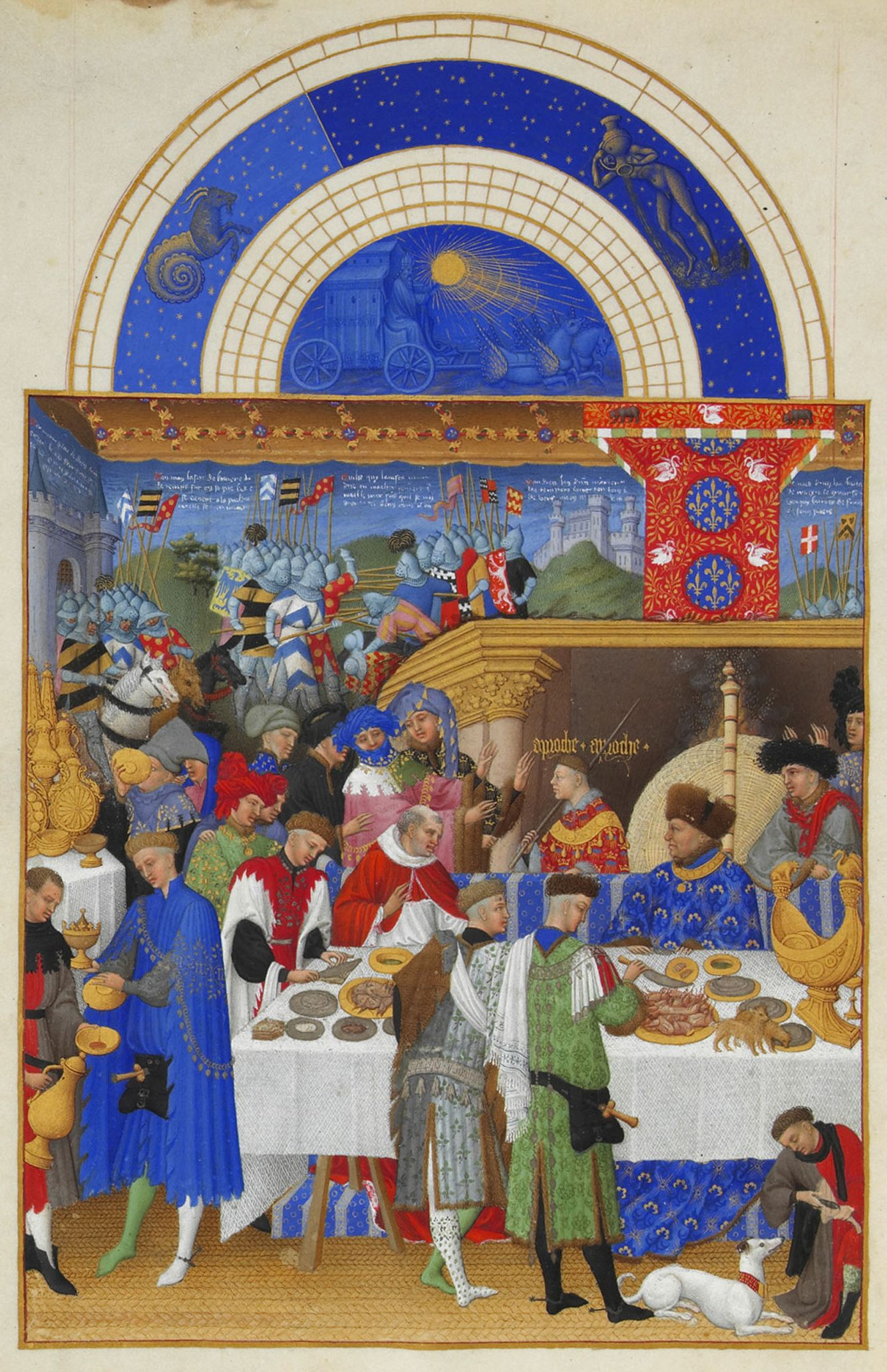
Enero, del Très Riches Heures du Duc de Berry

Enero (en latín, Ianuarius) recibe su nombre de Jano, el dios de los comienzos y las transiciones en la mitología romana.
Tradicionalmente, el calendario romano original constaba de 10 meses con un total de 304 días, considerándose el invierno como un período sin mes. Alrededor del año 713 a. C., se supone que el sucesor semimítico de Rómulo, el rey Numa Pompilio, añadió los meses de enero y febrero, de modo que el calendario cubría un año lunar estándar (354 días). Aunque marzo era originalmente el primer mes del antiguo calendario romano, enero pasó a ser el primer mes del año civil bajo Numa o bajo los decemviros hacia 450 a. C. (los escritores romanos difieren). En cambio, cada año civil específico se identificaba con los nombres de los dos cónsules, que entraban en funciones el 15 de marzo hasta el 153 a. C., momento en el que empezaron a entrar en funciones el 1 de enero.
Durante la Edad Media, en Europa se utilizaban varias fechas de festividades cristianas para el Año Nuevo, como el 25 de marzo (Fiesta de la Anunciación) y el 25 de diciembre. Sin embargo, los calendarios medievales seguían presentándose a la manera romana, con doce columnas de enero a diciembre. A partir del siglo XVI, los países europeos volvieron a hacer oficial el 1 de enero como inicio del Año Nuevo, a veces llamado Estilo de la Circuncisión por ser la fecha de la Fiesta de la Circuncisión, el séptimo día después del 25 de diciembre.
Los nombres históricos de enero incluyen su designación romana original, Ianuarius, el término Saxon Wulf-monath (que significa "mes del lobo") y la designación de Carlomagno Wintarmanoth ("invierno / mes frío"). En esloveno, se denomina tradicionalmente prosinec; el nombre, asociado al pan de mijo y al acto de pedir algo, se escribió por primera vez en 1466 en el manuscrito Škofja Loka.
Según Theodor Mommsen, el 1 de enero pasó a ser el primer día del año en el 600 AUC del calendario romano (153 a. C.), debido a los desastres de la Guerra Lusitana. Un jefe lusitano llamado Púnico invadió el territorio romano, derrotó a dos gobernadores romanos y mató a sus tropas. Los romanos resolvieron enviar un cónsul a Hispania, y para acelerar el envío de ayuda, "incluso hicieron que los nuevos cónsules entraran en funciones dos meses y medio antes del tiempo legal" (15 de marzo).

## Características
Enero es un mes de invierno en el hemisferio norte y un mes de verano en el hemisferio sur. En cada hemisferio, es el equivalente estacional de julio en el otro. El perihelio, el punto de su órbita en el que la Tierra está más cerca del Sol, también se produce en este mes, entre el 2 y el 5 de enero. Enero es el único mes del año que siempre tiene un "gemelo", es decir, un mes que comienza y termina el mismo día de la semana que él. En un año común, es octubre, y en un año bisiesto, julio.
Enero comienza el mismo día de la semana que octubre en los años comunes y el mismo día de la semana que abril y julio en los años bisiestos. Enero termina el mismo día de la semana que febrero y octubre en años comunes y el mismo día de la semana que julio en años bisiestos.
Todos los años, enero empieza y termina el mismo día de la semana que el mayo del año anterior, ya que el primer y el último día de cada uno de ellos distan exactamente 35 semanas (245 días).
En los años comunes inmediatamente anteriores a otros años comunes, enero empieza el mismo día de la semana que abril y julio del año siguiente, y en los años bisiestos y los años inmediatamente anteriores, que septiembre y diciembre del año siguiente. En los años comunes inmediatamente anteriores a otros años comunes, enero termina el mismo día de la semana que julio del año siguiente, y en los años bisiestos y los años inmediatamente anteriores, abril y diciembre del año siguiente.
El primer día de enero se llama Año Nuevo. 
En el cristianismo, la temporada navideña se extiende desde diciembre hasta este mes de enero. Las iglesias orientales celebran la Navidad el 6 o el 7 de enero, y la Epifanía el 18 o el 19 de enero. En el cristianismo occidental esto ocurre el 6 de enero, y la Navidad el 25 de diciembre.
Los signos del zodiaco para el mes de enero son Capricornio (hasta el 19 de enero) y Acuario (a partir del 20 de enero).

## Acontecimientos

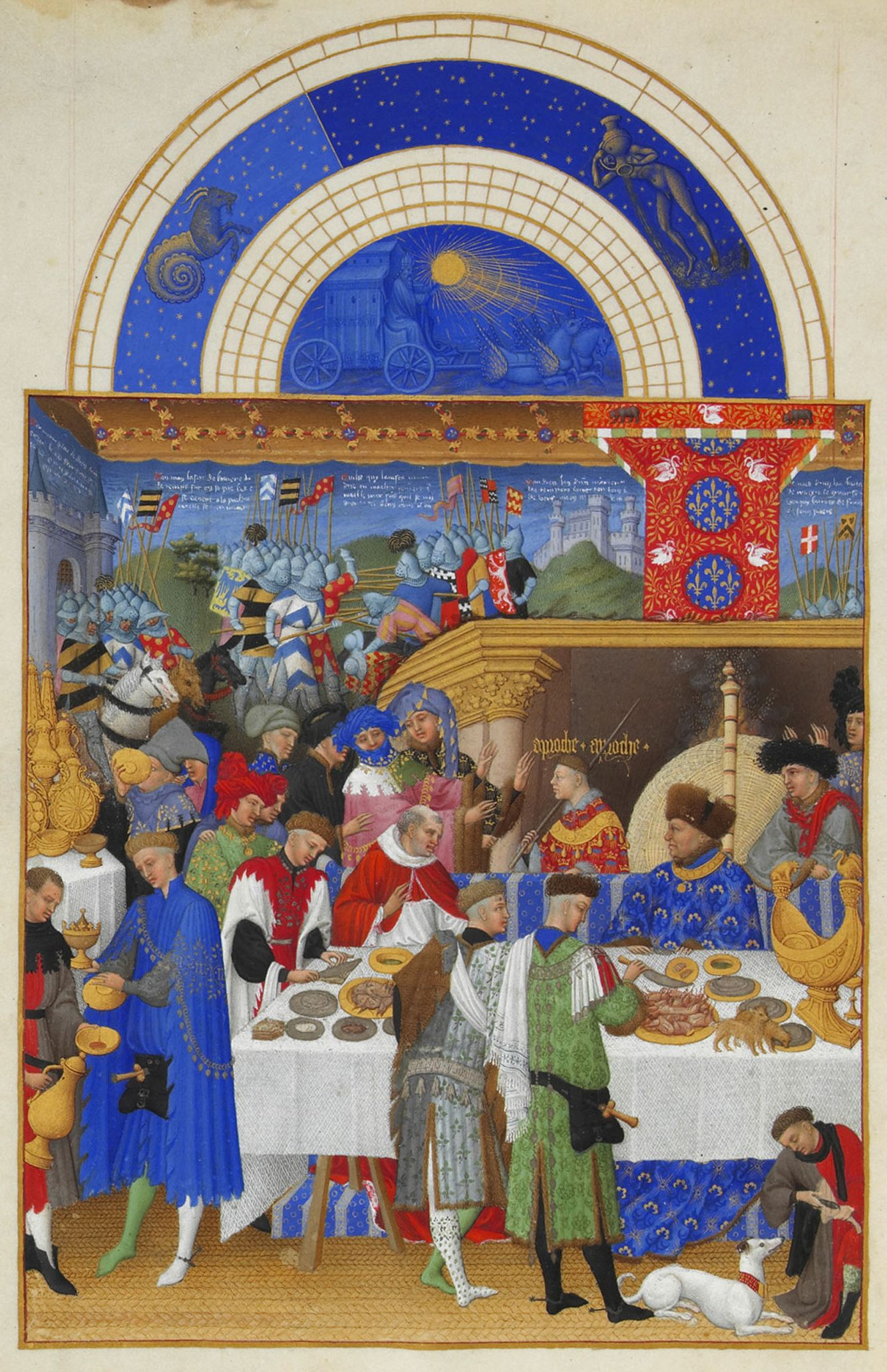
Enero, en Las muy ricas horas del Duque de Berry.

- El 1 de enero se celebra el Año Nuevo en gran parte de los países del mundo.[8] En Cuba, se celebra el triunfo de la Revolución cubana[9] y en Haití, la Independencia, al igual que en Sudán. Entra en círculación por primera vez la moneda Euro.[10]
- El primer viernes de enero, el Día del Niño en Bahamas.
- El 4 de enero, Día de la independencia de Birmania.
- El 6 de enero, en la liturgia católica se celebra la Epifanía, también conocida como Día de los Reyes Magos.[11]
- El 6 de enero, en México y España se parte la rosca o roscón de reyes.[12]
- El 7 de enero, las iglesias ortodoxas celebran la Natividad de Jesucristo.[13]
- El segundo sábado de enero, el Día del Niño en Tailandia.
- El 9 de enero: en Panamá es el Día de los Mártires.[14]
- El 9 de enero: en Ecuador este día se conmemora el año de ingreso a la dolarización.
- El 11 de enero se celebra el Día Nacional del Acullico en Bolivia[15]
- El 14 de enero: en 1827, Matthias Zurbriggen alcanza la cima de la montaña más alta de América, Aconcagua.
- El 14 de enero, en Barquisimeto, Venezuela se hace la procesión de la Divina Pastora; tradición que se ha hecho desde 1856 cuando se realizó por primera vez para pedir por el cese de una epidemia de cólera que azotaba la ciudad en aquel entonces.
- El 15 de enero, en Venezuela se celebra el Día del Maestro.
- El 18 de enero de 1535 en Perú se fundó Lima.[16]
- El tercer lunes de enero, el Día de Martin Luther King Jr. en Estados Unidos.
- El 21 de enero se celebra en República Dominicana el día a la Bienaventurada Virgen María de la Altagracia.[17]
- El 22 de enero: En 1498, Cristóbal Colón desembarcó en lo que es hoy San Vicente y Las Granadinas.[10]
- El 23 de enero de 1958, Marcos Pérez Jiménez, dictador de Venezuela, es derrocado.[18]
- El 26 de enero en República Dominicana, se celebra el natalicio de Juan Pablo Duarte.[19]
- El 26 de enero en la India, se celebra el aniversario de la República de la India.[20]
- El 27 de enero se conmemora el Día Internacional de Conmemoración en Memoria de las Víctimas del Holocausto.
- El 28 de enero: Es el día del docente.
- El 28 de enero: En 1887 en París, la capital de Francia comienza la construcción de la Torre Eiffel.[10]
- El 29 de enero: se celebra el Día Nacional de la Visibilidad Trans en Brasil.
- El 31 de enero: Día de la independencia de Nauru.

## Observaciones
Esta lista no implica necesariamente ni oficialidad ni observancia general.

### De un mes de duración

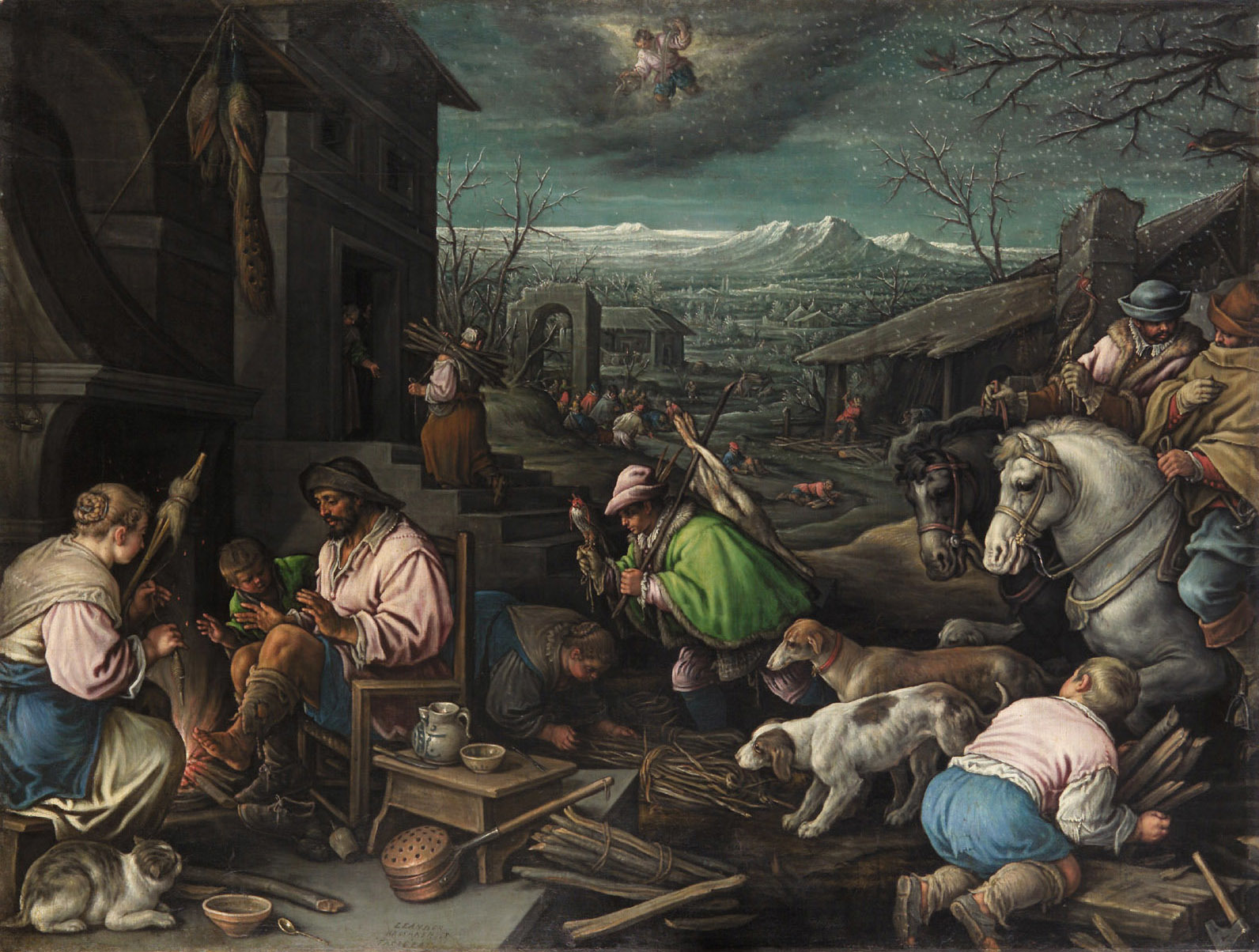
Enero, pintura de Leandro Bassano

- Mes de concienciación sobre el Alzheimer (Canadá)
- Dry January (Reino Unido)
- Mes Nacional de Concienciación sobre la Codependencia[21] (Estados Unidos)
- Mes nacional de la tutoría (Estados Unidos)
- Mes Nacional de la Concienciación sobre el Peso Saludable[22] (Estados Unidos)
- Mes de la prevención de la esclavitud y la trata de personas (Estados Unidos)
- Mes de concienciación sobre el acoso[23] (Estados Unidos)
- Veganuary

## Iconología

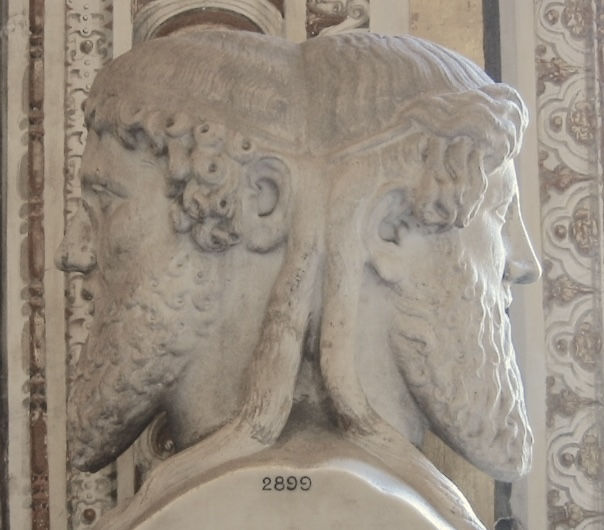
Jano bifronte.

Enero, Januarius, que algunos autores derivan de Janus, esto es, Jano primer mítico rey del Lacio, si bien su etimología se encuentra en la voz Janua, es decir, puerta, por ser este mes el primero con que entra el año. 
Su figura se ha personificado en un cónsul que echa en una pira ardiente colocada sobre un altar, algunos granos de incienso en honor de Jano y los Lares: un gallo puesto cerca del altar denota que el sacrificio se ha practicado en la mañana del día primero. 
Enero se ha figurado en Jano bifrons, es decir, Jano de dos rostros, indicando uno de ellos de más edad el año trascurrido, y el otro el año entrante o nuevo.

## Refranes de enero
- «Berzas en enero saben como carnero».
- «Besugo de enero vale un carnero».
- «Cada día que pase de enero, ajo que pierde el ajero».
- «De enero a enero, el dinero es del banquero».
- «De los santos de enero, San Amaro es el primero».
- «El pollo de enero, debajo de las alas trae el dinero».
- «El sol de enero poco duradero».
- «En enero, de día al sol y de tarde al brasero».
- «En enero, ni galgo lebrero ni halcón perdiguero».
- «Enero, buen mes para el carbonero».
- «Enero, frío o templado, pásalo abrigado».
- «En enero, no hay trabajo jardinero».
- «Enero enero, mes del heladero».
- «En enero se hiela el agua en el puchero».

## Símbolos
En algunos países, la flor de enero es el clavel y su piedra de nacimiento, el granate.

## Días ficticios
- 0 de enero, usado en efemérides y computación